# Mateusz Gos
Mateusz Gos (ur. 7 czerwca 2002) – polski lekkoatleta specjalizujący się w biegach długodystansowych. Mistrz Polski seniorów w biegu na 10000 metrów (Olkusz 2023),  biegu na 5000 metrów (Gorzów Wielkopolski 2023), biegu ulicznym na 10 km (Gdańsk 2023).

## Rekordy życiowe
Opracowano na podstawie
| Konkurencja          | Obiekt  | Data            | Miejsce  | Wynik    |
| -------------------- | ------- | --------------- | -------- | -------- |
| bieg na 1000 metrów  | stadion | 3 czerwca 2023  | Radom    | 2:29:27  |
| bieg na 1500 metrów  | stadion | 31 lipca 2022   | Poznań   | 3:51:57  |
| bieg na 3000 metrów  | stadion | 20 maja 2023    | Warszawa | 8:23:95  |
| bieg na 5000 metrów  | stadion | 10 czerwca 2023 | Oleśnica | 13:52:61 |
| bieg na 10000 metrów | stadion | 22 kwietna 2023 | Olkusz   | 29:17:80 |

## Osiągnięcia
Opracowano na podstawie
| Rok  | Impreza                                                | Miejsce               | Konkurencja                   | Pozycja    | Wynik    |
| ---- | ------------------------------------------------------ | --------------------- | ----------------------------- | ---------- | -------- |
| 2022 | Młodzieżowe Mistrzostwa Polski U23                     | Piaseczno             | bieg na 5000 metrów           | 4. miejsce | 14:16:87 |
| 2022 | Mistrzostwa Polski                                     | Suwałki               | bieg na 5000 metrów           | 2. miejsce | 14:21:04 |
| 2023 | Młodzieżowe Mistrzostwa Polski U23                     | Piaseczno             | bieg na 5000 metrów           | 1. miejsce | 14:05:17 |
| 2023 | Mistrzostwa Polski, Młodzieżowe Mistrzostwa Polski U23 | Olkusz                | bieg na 10000 metrów          | 1. miejsce | 29:17:80 |
| 2023 | Mistrzostwa Polski                                     | Gorzów Wielkopolski   | bieg na 5000 metrów           | 1. miejsce | 13:54:59 |
| 2023 | Mistrzostwa Polski                                     | Gdańsk                | bieg uliczny na 10 kilometrów | 1. miejsce | 29:37    |
| 2023 | Mistrzostwa Polski U23                                 | Zielona Góra/Drzonków | bieg przełajowy               | 2 miejsce  | 21:49    |